# Isabella (comèdia de l'art)

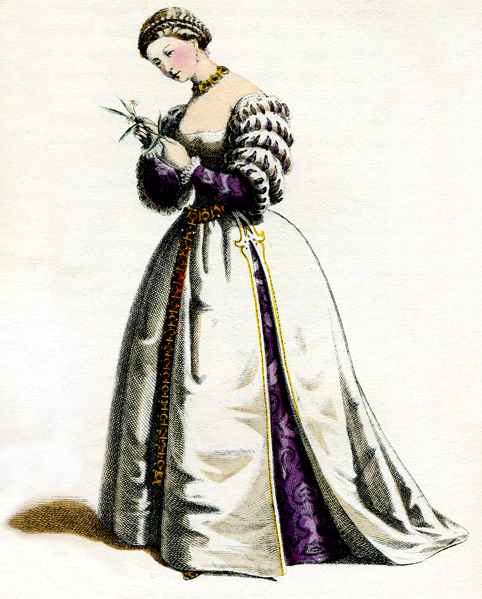
Representació d'Isabella segons el figurinista francès Maurice Sand(1862)

Isabella és un personatge de la commedia dell'arte dins del grup dels «innamorati» (enamorats). Es considera una creació de l'actriu Isabella Andreini, que visqué al segle xvi , i pot emparentar-se amb altres enamorades, com Beatrice, Rosaura, Angélica, o amb la Florinda, creada per l'actriu Virginia Ramponi-Andreini, àlies "La Florinda", (en el seu conjunt, parelles mudables dels Leandro, Florindo, Lindoro, etcètera).
En el seu conjunt, aquestes parelles de «innamorati» de la «comèdia de l'art», protagonitzen les aventures i vicissituds dels joves que com Florindo i Isabella, sofreixen l'assetjament o l'oposició familiar dels «vecchi», els vells com Pantalone o Il Dottore, o tipus furiosos i rocambolescos de la talla de Il Capitano. En defensa del seu amor comptaran amb l'ajuda dels zanni, els criats, elenc essencial de la tradicional i més popular «commedia dell'arte».

## Personalitat
Com és habitual en els innamorati, i a diferència dels altres tipus de personatges, Isabella és un dels que es mostra sense màscara, més humana que el conjunt de manyagues, bufones i titelles tradicionals en la comèdia de l'art, però amb una personalitat elemental i en suma, plana, sense força ni definició psicològica especial. Forma un conjunt gairebé indissoluble amb Florindo, el seu innamorati, prototip del jove honest i sobri segons el disseny de Carlo Goldoni.